# Jimmie Sherfy
Jimmie Sherfy (né le 27 décembre 1991 à Camarillo, Californie, États-Unis) est un joueur de baseball americain qui évolue au poste de lanceur droitier des Diamondbacks de l'Arizona de la Ligue majeure de baseball.

## Carrière
Joueur des Ducks de l'université de l'Oregon, Jimmie Sherfy est choisi par les Diamondbacks de l'Arizona au 10e tour de sélection du repêchage amateur de 2013.
Il fait ses débuts dans le baseball majeur avec les Diamondbacks de l'Arizona le 20 août 2017.